# Quantum on the Bay
Quantum on the Bay est un ensemble de deux gratte-ciel résidentiel construit à Miami en Floride aux États-Unis de 2004 à 2008.
Il comprend ;
- La Quantum on the Bay South Tower haute de 169 mètres et comprenant 56 étages
- La Quantum on the Bay North Tower haute de 163 mètres et comprenant 44 étages

L'architecte est l'agence Nichols Brosch Sandoval (rebaptisée Nichols Architects en 2022) basée en Floride.